# Rittergut Wiegersen

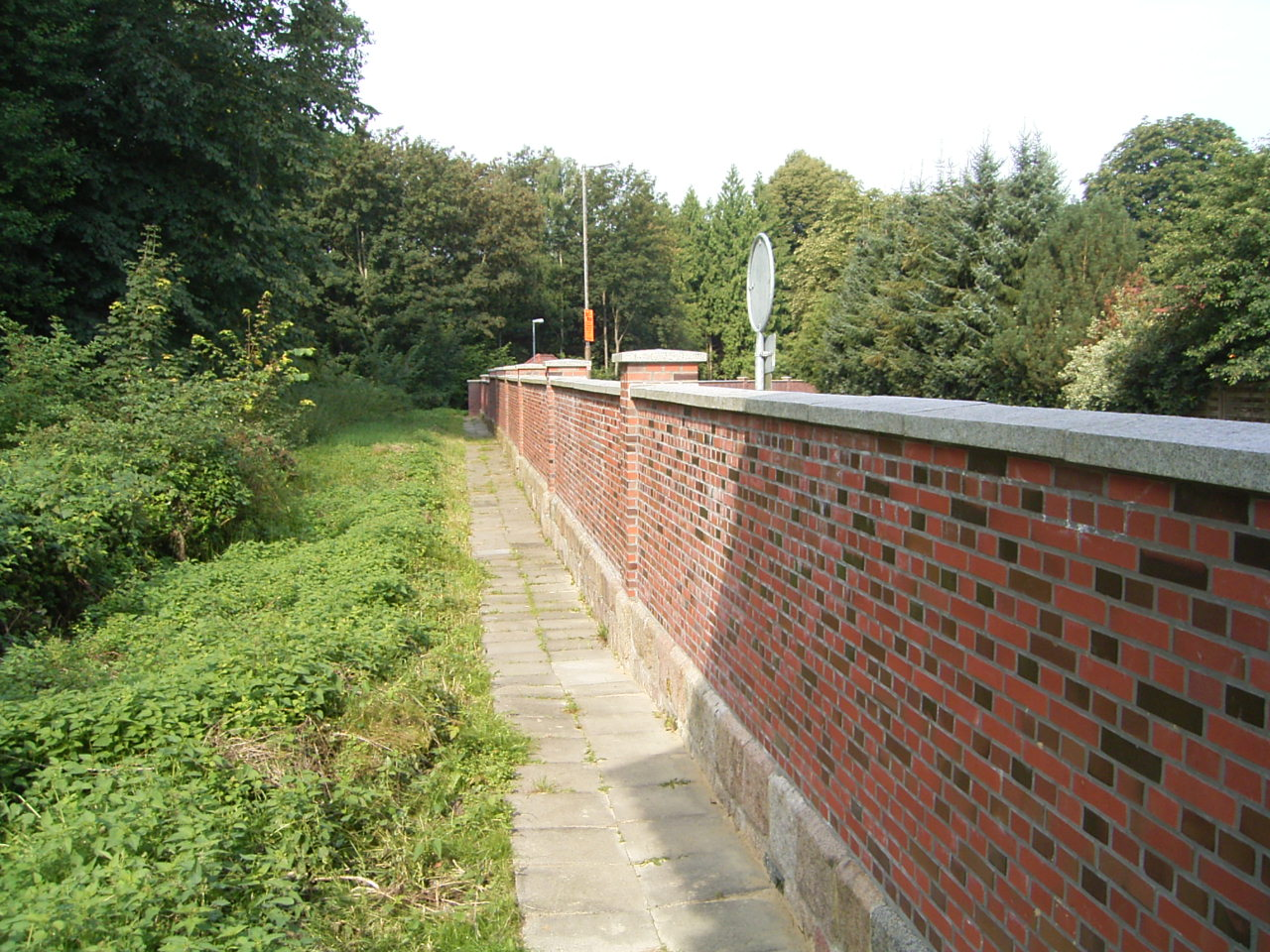
Mauer an der Wiegerser Straße

Das Rittergut Wiegersen liegt in der Ortschaft Wiegersen in Niedersachsen und wird von einer 2003 restaurierten Backsteinmauer umgeben, die sich durchs Dorf zieht und durch zwei Wachtürme abgerundet wird.

## Geschichte
Das Rittergut Wiegersen entstand im 17. Jahrhundert aus einem Meierhof. Melchior von der Lieth, aus Nieder Ochtenhausen (bei Bremervörde) übernahm 1627 den Meierhof von Hans Mertens und baute ihn zu seinen Adelssitz aus. 1636/37 war der Meierhof aus der Höfeliste verschwunden. Seit diesem Zeitpunkt kann man von einem adeligen Gut zu Wiegersen sprechen.
Nach dem Tode Melchiors von der Lieth ging das Gut Wiegersen in den Besitz seines Sohnes Christoff Hermann Sebastian von der Lieth. Nachdem Christoff allerdings erkrankte, führten seine beiden Brüder, Johann Eberhard und Franz Julius von der Lieth das Gut. Nach dem Tode Christoffs ging das Gut Wiegersen an seinen Neffen Otto Jürgen von der Lieth. Da Ottos einziger Sohn schon im Alter von 16 Jahren verstarb, ging das Gut nach Ottos Tod an seine Schwester Magdalene von der Lieth, deren Ehemann Diedrich Gebhard von Horn war. Dieser kauft das Gut von der Erbengemeinschaft der Lieth. Diedrich Gebhard vererbte das Gut Wiegersen seinem Sohn Claus Hinrich von Horn. Dieser war zwar formal bis 1782 Gutsherr auf Wiegersen, bewohnt wurde das Gut aber von seiner Schwester Anna Sophie (verheiratet mit Major von Grotthaus). Claus Hinrich behielt zwar die Verwaltung in der Hand, überließ aber die Bewirtschaftung des Guts ab 1769 einem Pächter.

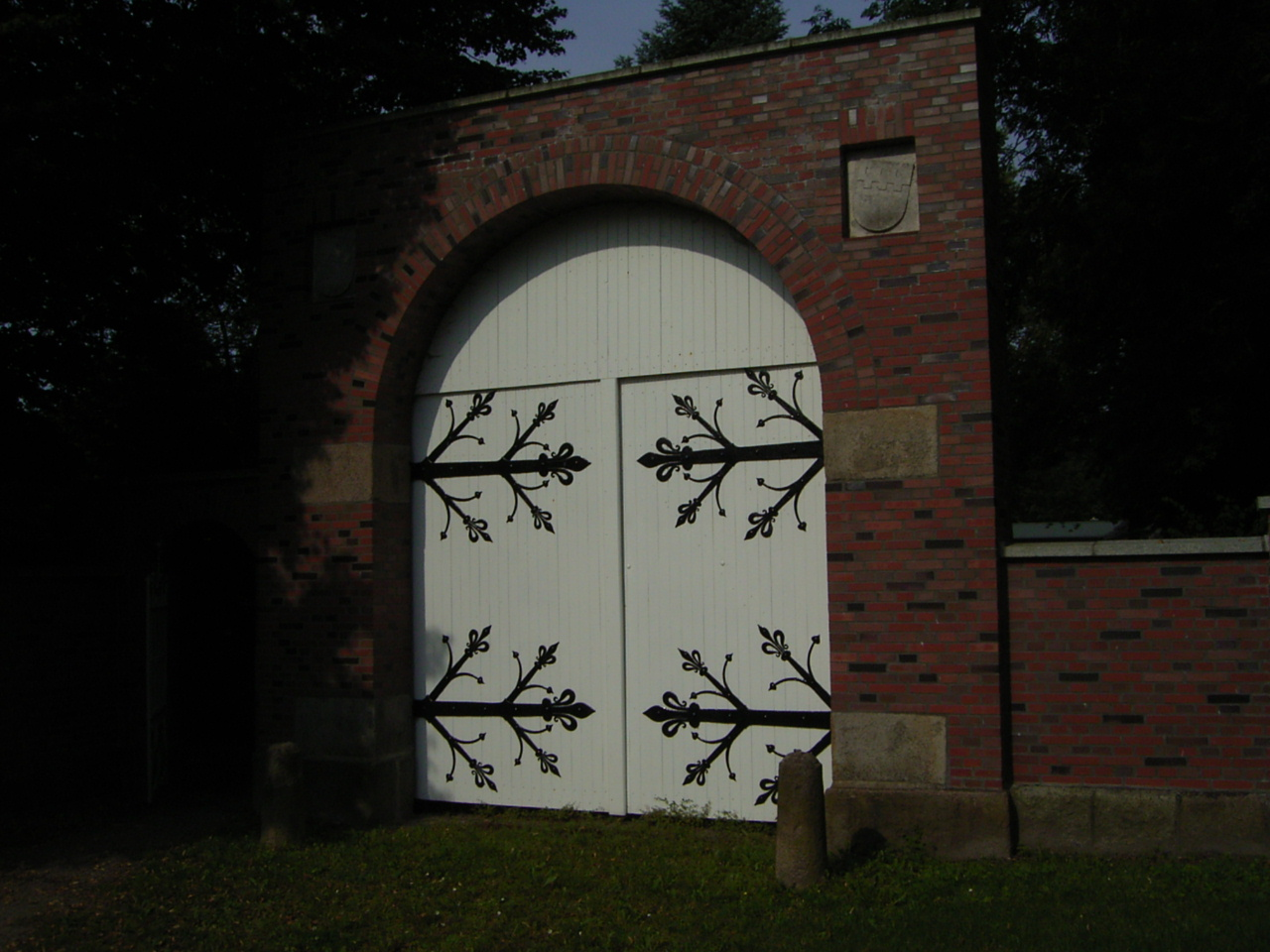
Gutstor an der Wiegerser Straße

Nach dem Tode Claus Hinrichs ging Gut Wiegersen an seinen Schwiegersohn Christian Arnold Dietrich von Zesterfleth. Christian Arnold war Richter am Oberappellationsgericht zu Celle, weshalb Gut Wiegersen keinen Herren mehr hatte, der vor Ort das Gut verwaltete. Die Verwaltung übernahm der Grefe Paul Steffen aus Apensen. Das Gutshaus war an den Leutnant von Gustedt vermietet, die Ländereien wurden weiter vom Pächter Nicolas Ratjens bewirtschaftet. Als dieser 1791 plötzlich stirbt, stockt der Betrieb auf dem Gutshof. Erst zwei Jahre später kann sich Christian Arnold für den Claus Hinrich Ratjens, den Sohn von Nicolas Ratjens, als neuen Pächter entscheiden. Der vorher florierende Hof erholt sich von diesem Schlag aber nicht wieder. 1818 übernimmt nach dem Tode Christian Arnolds sein Sohn Heinrich Christian Arnold von Zesterfleth das Gut Wiegersen. Unter den Zesterfleths verschuldet sich das Gut immer mehr, bis es zwischen 1826 und 1836 kurz vor dem Konkurs stand. Von Zesterfleth übergibt 1836 Gut Wiegersen an seinen Schwiegersohn Eduard von Kielmansegg, der das Gut entschuldet. Er ließ ein neues Herrenhaus bauen, in dem 1861 der König Georg V. auf seiner Reise zur Kirchenweihe in Harsefeld übernachtete.
1862 kauft Graf Adolf Georg Börries von Grote das Gut, das er 1887 an Franz von Lipperheide verkauft. Dieser beginnt mit der heute noch betriebenen Forstwirtschaft. Er lässt dafür die Ackerflächen in Borrel aufforsten, woraufhin Borrel wüst fällt. Franz von Lipperheide hat 1890 auch die heute das Dorfbild prägende Gutmauer in Auftrag gegeben. Das Kielmanseggsche Herrenhaus ließ er abreißen und erbaute dafür ein Jagdschloss aus Holz. Franz von Lipperheide starb 1906, nachdem 1932 auch seine Frau starb, erbte ihr Neffe Ludger Sulzer das Rittergut. Dieser ersetzte das hölzerne Jagdschloss 1953 durch ein modernes Landhaus. Im Herbst 1935 verbrachte die amerikanische Journalistin Nora Waln zusammen mit ihrem Mann mehrere Wochen auf Gut Wiegersen, worüber sie im 10. Kapitel ihres Buches Der Griff nach den Sternen berichtet.

### Privilegien
Die Gutsherren auf Gut Wiegersen genossen Steuerfreiheit, Zollfreiheit und besaßen das Gerichtsprivileg. Der Gutsherr zu Wiegersen war Gerichtsherr im Gericht auf dem Delm und in Gyhum.

## Heute

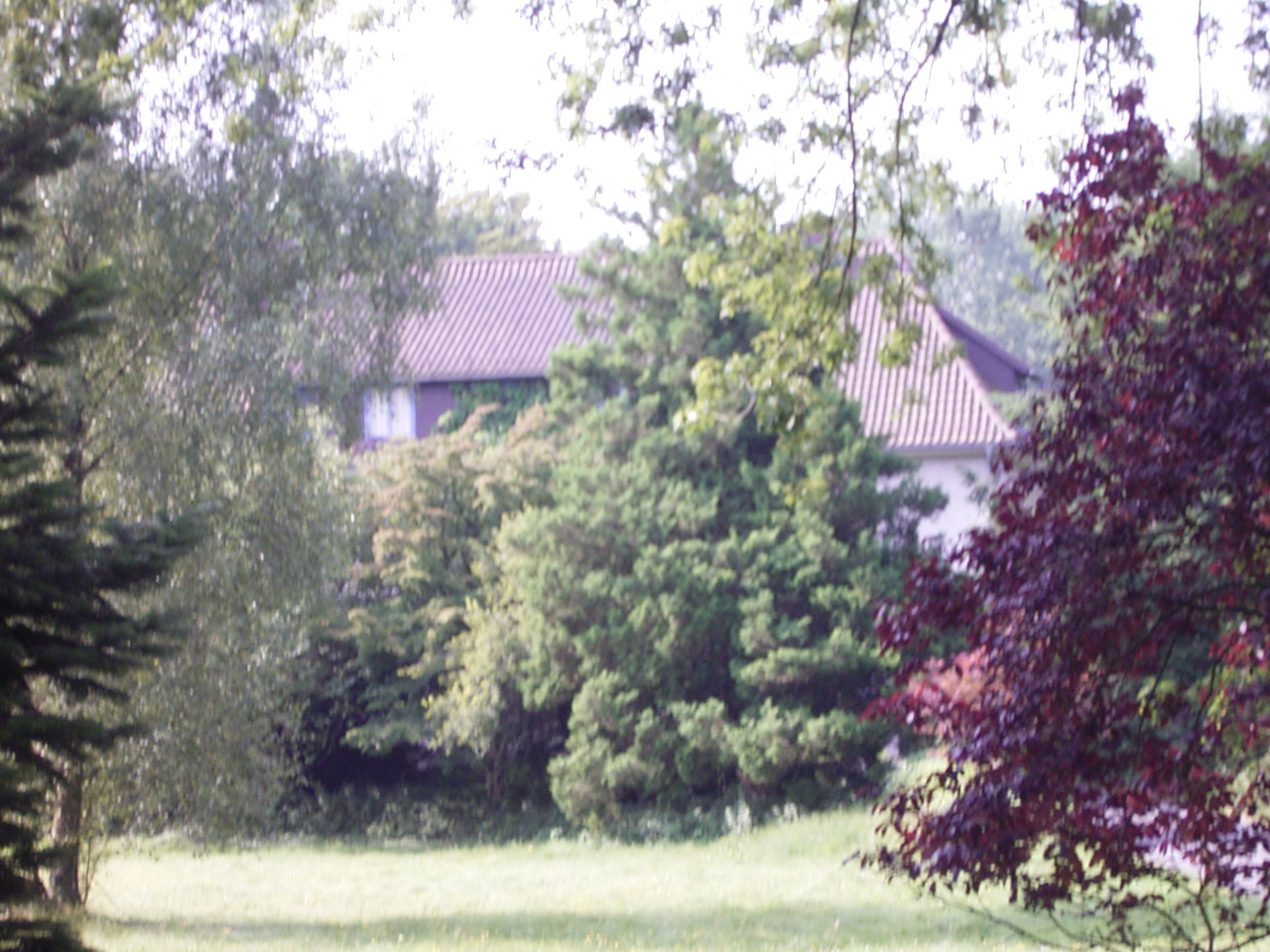
Herrenhaus

Heute wird das ehemalige Rittergut als Forstgut genutzt. Im Herrenhaus des Rittergutes ist ein Yoga-Zentrum untergebracht. Die meisten ehemaligen Wirtschaftsgebäude, soweit sie nicht der Forstwirtschaft dienen, werden bewohnt.

## Gutsherren
- 1627 Melchior von der Lieth
- 1674 Christoff Hermann Sebastian von der Lieth
- 1698 Otto Jürgen von der Lieth
- 1726 Diedrich Gebhard von Horn
- 1758 Claus Hinrich von Horn
- 1782 Christian Arnold Dietrich von Zesterfleth
- 1818 Heinrich Christian Arnold von Zesterfleth
- 1836 Graf Eduard von Kielmannsegge
- 1862 Graf Adolf Georg Börries von Grote
- 1887 Franz von Lipperheide
- 1932 Familie Sulzer

## Weitere Bilder

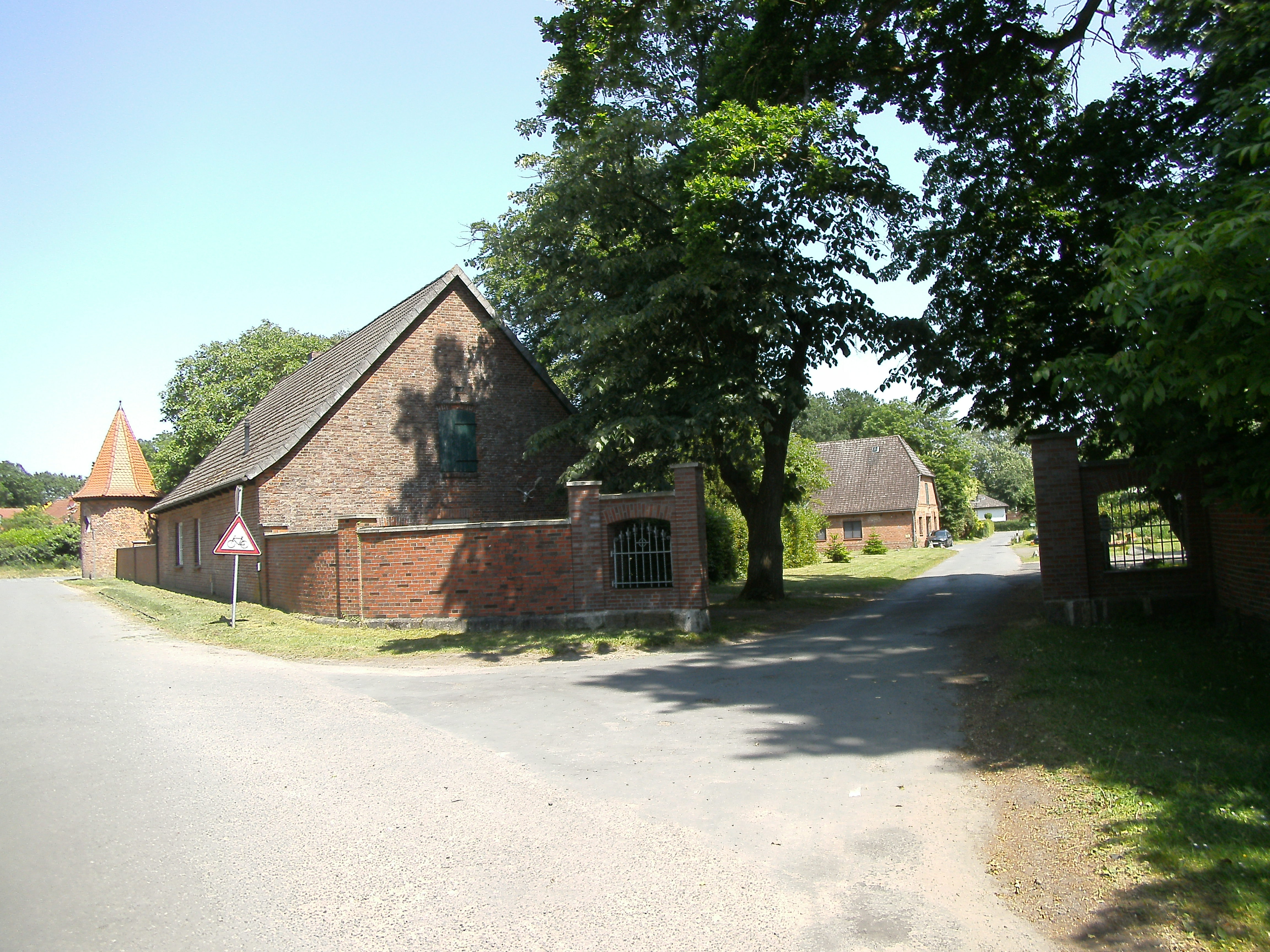
Rittergut Wiegersen, Einfahrt an der Straße Zum Viertelsberg
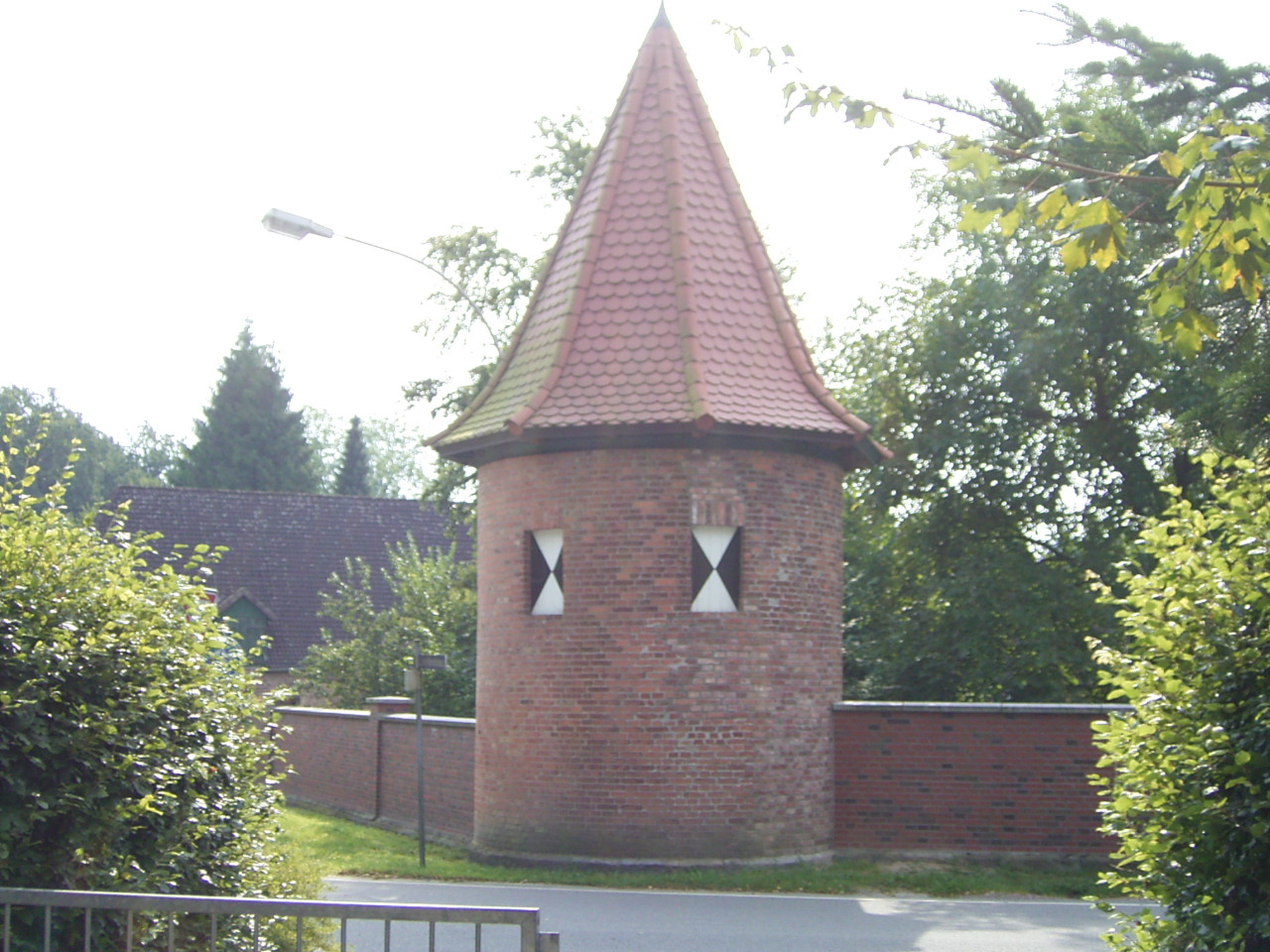
Turm an der Straße Zum Viertelsberg
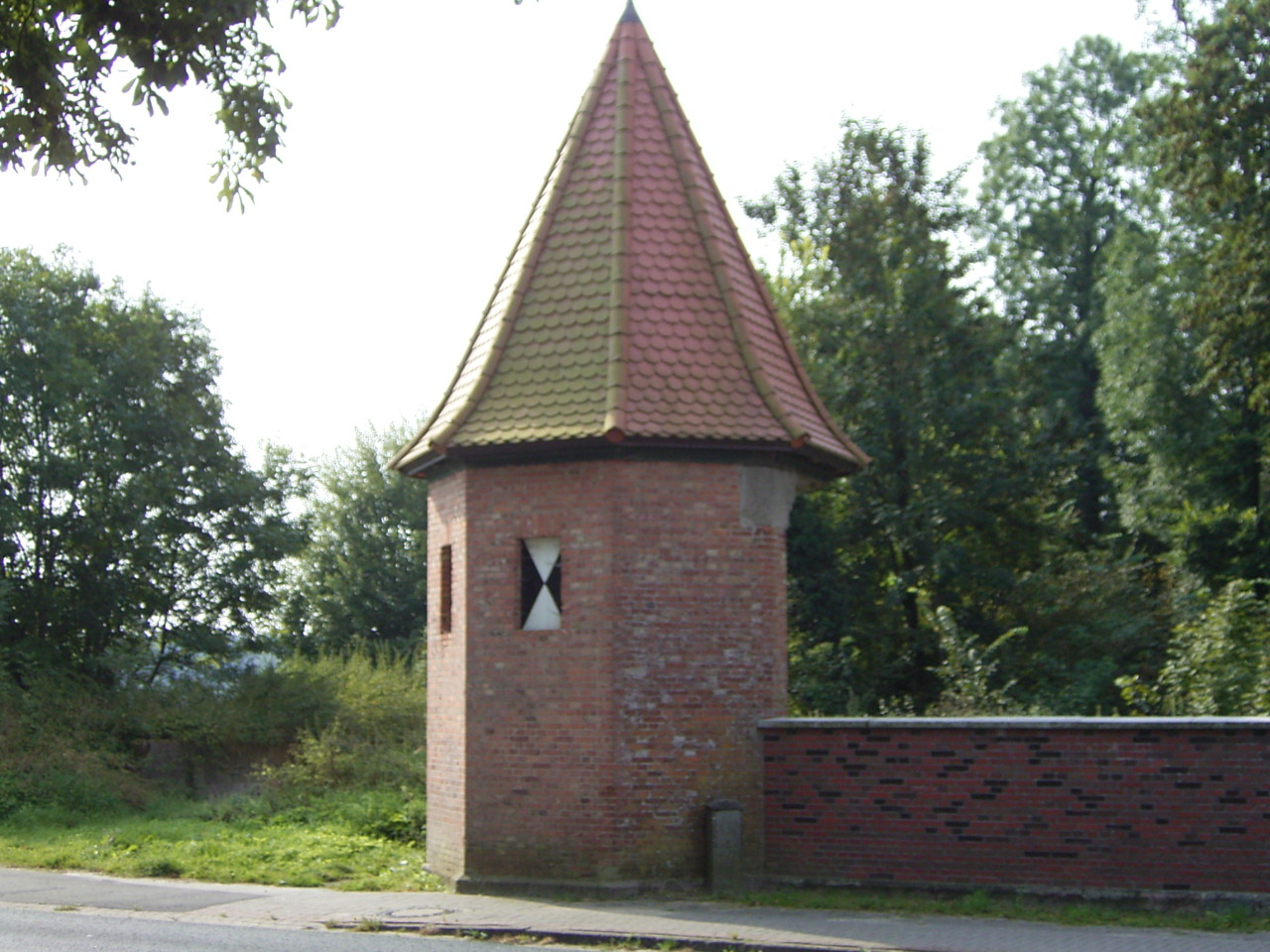
Turm an der Wiegerser Straße/Ecke Schusterstraße
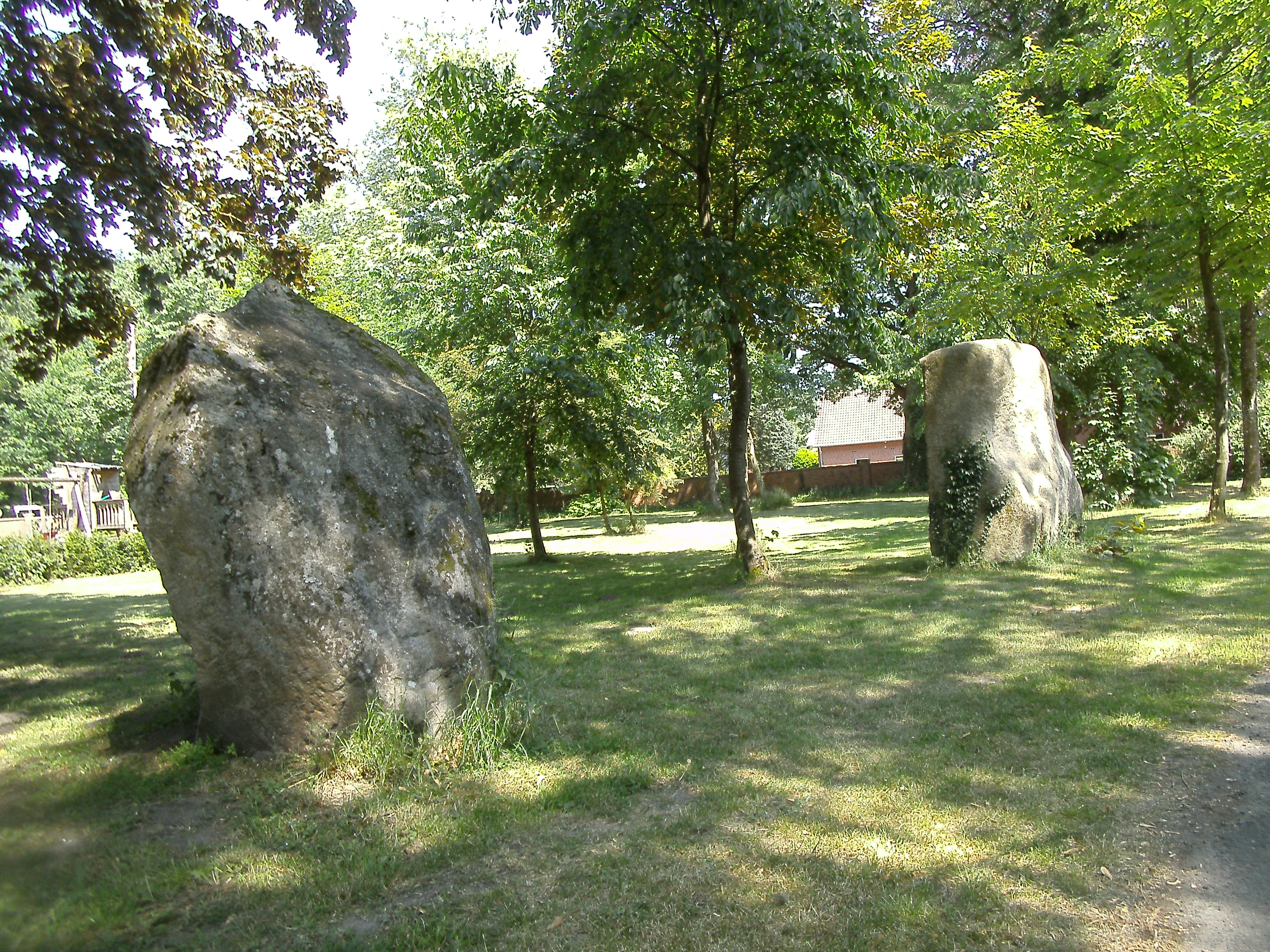
Die Findlinge auf dem Rittergut Wiegersen sind Naturdenkmale.